# Villages FM
Villages FM est une station de radio locale française disposant de trois émetteurs en modulation de fréquence pour diffuser ses programmes sur Grand Besançon Métropole, le Haut-Doubs et la vallée de la Loue.

## Historique
Dans les années 1980, un groupe de jeunes du canton d'Amancey eut l'idée de créer une radio locale, à la suite de l'ouverture des ondes en 1981. Le concept principal est l’animation du milieu rural. La première diffusion fut le 5 avril 1986. La radio, ayant rempli ses premiers objectifs tente maintenant de couvrir une plus large zone, notamment en direction du Jura. Le siège est situé dans le village de Déservillers, près de Besançon, dans le Doubs. Actuellement, la zone de diffusion de Villages FM s'étend sur une grande partie du Haut-Doubs jusqu'à la frontière de la Suisse, une partie de Besançon ainsi que la Vallée de la Loue et la ville d'Ornans.

## Logos

Premier logo de Villages FM
Second logo de Villages FM
Troisième logo de Villages FM
Quatrième logo Villages FM
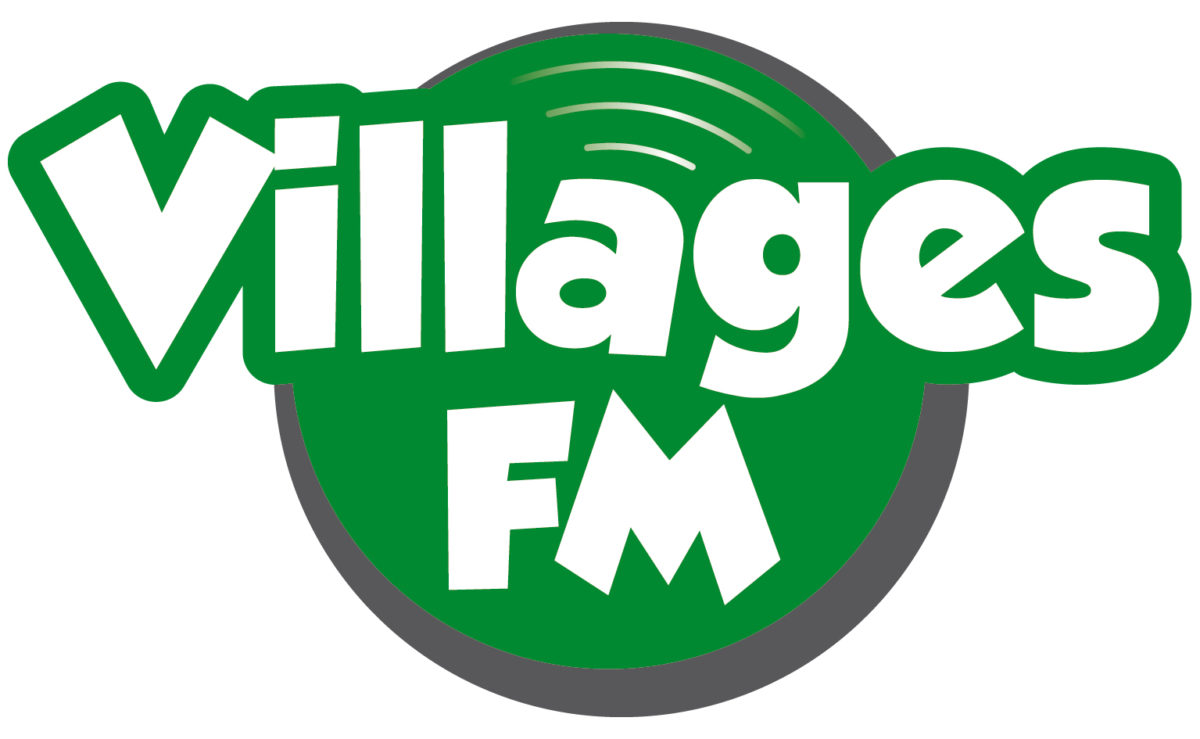
Cinquieme et actuel logo de Villages FM